# Issei Futamata
Issei Futamata (二又 一成?, Futamata Issei; Prefettura di Aomori, 15 marzo 1955) è un doppiatore giapponese. Diplomatosi presso la Towada Technical High School, Futamata è membro della Tokyo Actor's Consumer's Cooperative Society.
È principalmente conosciuto per aver doppiato i ruoli di Yūsaku Godai (Maison Ikkoku), Chibi (Lamù), Kiyoshi Shusse (High School! Kimengumi), Kinkotsuman (Kinnikuman) e Saburou (Sazae-san).

## Ruoli principali

### Serie televisive
- Aa! Megami-sama! Sorezore no tsubasa (Hikozaemon Otaki)
- Armored Trooper Votoms (Guran)
- Ashita no Nadja (Heruman)
- The Big O (Alan Gabriel)
- City Hunter (Yonezawa)
- Combat Mecha Xabungle  (Kid Horla)
- Detective Conan (Haruo Chōno)
- Code Geass (Kōsetsu Urabe)
- Death Note (Kyōsuke Higuchi)
- Digimon Tamers (Sinduramon)
- Doraemon (Suneyoshi I)
- Dragon Ball (Usagi gang member)
- Fang of the Sun Dōgram (Aaron)
- Gobo-chan (Kōji Tabata)
- Golden Warrior Gold Lightan (Gold Lightan)
- Gun X Sword (Zakota)
- Gyakuten Ippatsu-man (Chiba)
- Highschool! Kimen-gumi (Kiyoshi Shusse)
- InuYasha (Tesso)
- Jigoku Shōjo (Takashi Murai)
- Il libro della giungla (Tabaqui)
- Juushin Enbu Hero Tales (Shimei)
- Kindaichi shōnen no jikenbo (Seiji Hazawa, Saruhiko Senda, Kaneharu Hiiragi, Atsuya Kinone, Wataru Iwaya, Yoshiki Maruyama)
- Kinnikuman (Kinkotsuman, SteCase King, Sneagator, various others)
- Lamù (Chibi)
- Konjiki no Gash Bell!! (English gentleman, Robert Vile)
- Maison Ikkoku (Yusaku Godai)
- MegaMan NT Warrior (Heatman)
- Meimon! Daisan Yakyūbu (Rinta Saitō)
- Mirai Keisatsu Urashiman (Stinger Shark)
- Mobile Fighter G Gundam (Chandora Shijīma)
- Mobile Suit Gundam (Judakku, Konrī, Shin, Jobu, John, Omuru Hangu, Karu)
- Nessa no Haō Gandāra (Sydney)
- Ninja Hattori-kun (Koike-sensei)
- One Piece (Bayan, Gabanā)
- One Pound Gospel (Ishida)
- Onegai My Melody (Uta's Father)
- Patlabor (Mikiyasu Shinshi)
- Pretty Cure (Ilkubo)
- Ranma ½ (Hikaru Gosunkugi)
- Rockman 8: Metal Heroes (Grenademan, Astroman)
- Rockman X4 (Cyber Kujacker (Cyber Peacock), Web Spidus (Web Spider))
- Ronin Warriors (Dokumashō Nāza)
- Sazae-san (Saburō)
- Shijō Saikyo no Deshi Kenichi (Kensei Ma)
- Slayers Next (Kanzel)
- Tanoshii Willowtown (Fork)
- Tōhaiden Akagi (Ōgi)
- Yadamon (Eddie)
- Brave Exkaizer (Kōmori)
- Yu Yu Hakusho (Shikkō, Urashima, Yū Kaitō)

### OAV
- Dōkyūsei (Kazuya Sakagami)
- Guyver (Aptom)
- Here is Greenwood (Nagisa's henchman)
- Legend of the Galactic Heroes (Flegel)
- Patlabor (primo OAV) (Mikiyasu Shinshi)
- Patlabor (secondo OAV) (Mikiyasu Shinshi)
- Twin Signal: Family Game (Masanobu Otoi)
- Lamù (Chibi)
- Violence Jack: Harlem Bomber (Laser)
- Violence Jack: Hell's Wind (Joker)
- Shonan Junai Gumi: Onizuka Eikichi
- Saint Seiya: Elysion Hen (Hypnos)

### Film
- Oh, mia dea! The Movie (Hikozaemon Otaki)
- Akira (Ago)
- Choro Q Dougram (Aaron)
- Dorami & Doraemons: Robot Gakkō Nana Fushigi!? (Ed)
- Five Star Stories (Torōra)
- Golgo 13 (Servo di Cindy)
- Highschool! Kimen-gumi (Kiyoshi Shusse)
- Kinnikuman (Kinkotsuman)
- Maison Ikkoku Last Movie (Yusaku Godai)
- Patlabor The Movie series (Mikiyasu Shinshi)
- Lamù serie (Chibi)
- Xabungle Graffiti (Kid Horla)

### Videogiochi
- Ajito 2 (Uzumaking #1)
- Armored Core 3 (Fanfāre)
- Armored Core: Last Raven (Alliance Kisaragi Sect)
- Demon's Souls (Remake) (Sant'Urbain, Lord Rydell)
- Devil Summoner: Soul Hackers (Kadokura, Sukeroku)
- Dragon Quest X: Rise of the Five Tribes Offline (Wagahai)
- Evil Zone (Linedwell Rainrix)
- Fighting EX Layer (Skullomania)
- Final Fantasy Crystal Chronicles Remastered (Ent Dalace)
- Kinnikuman Muscle Grand Prix Max (SteCase King, Sneagator, Benkiman, Silverman)
- Linda Cube (Hume Burning)
- Mobile Suit Gundam: Encounters in Space (Ortega)
- Mega Man 8 (Auto, Astro Man, Grenade Man, Cut Man)
- Mega Man X4 (Web Spider, Cyber Peacock)
- Mobile Suit Gundam: Encounters in Space (Ortega)
- Phantom of Inferno (Isaac Wisemel)
- PoPoRoGue (Misha)
- Rapid Reload (Bellows)
- Resident Evil Revelations (Ozwell E. Spencer)
- Saint Seiya: Brave Soldiers (Io di Scilla, Hypnos)
- Saint Seiya: Soldiers' Soul (Io di Scilla, Hypnos)
- Shenmue (Chai)
- Skies of Arcadia (De Loco)
- Street Fighter EX (Skullomania)
- Street Fighter EX 2 (Skullomania)
- Street Fighter EX 3 (Skullomania)
- Suikoden V (Babbage, Murādo, Dilber)
- Super Robot Wars Alpha (Ortega, Dar)
- Super Robot Wars Alpha Gaiden (Kidd Houra)
- Super Robot Wars A Portable (Ortega)
- Super Robot Wars Z (Kidd Houra, Alan Gabriel)
- Tatsunoko vs. Capcom: Cross Generation of Heroes (Gold Ligthan)